# 钝叉花蟹蛛
钝叉花蟹蛛（学名：[Xysticus obtusfurcus] 错误：{{Lang}}：文本有斜体标记（帮助））为蟹蛛科花蟹蛛属的动物。在中国大陆，分布于内蒙古、吉林等地。该物种的模式产地在内蒙古、吉林。